# Watchem
Watchem is een plaats in de Australische deelstaat Victoria en telt 214 inwoners (2006).